# Pappelstadion
Pappelstadion – wielofunkcyjny stadion, położony w Mattersburgu, Austria. Oddany został do użytku w 1952 roku. Od tego czasu swoje mecze na tym obiekcie rozgrywa zespół SV Mattersburg. Jego pojemność wynosi 17 100 miejsc.